# Iwajło Markow
Iwajło Borisławow Markow (bułg. Ивайло Бориславов Марков, ur. 5 czerwca 1997 w Sofii) – bułgarski piłkarz grający na pozycji środkowego lub prawego obrońcy.

## Kariera
Wychowanek Sławii Sofia. W swojej karierze grał w Sławii Sofia, FK Sliwniszkach Geroj, Łokomotiwie Płowdiw, Carskim Seło Sofia, Dunawie Ruse i Hapoelu Hadera.